# Terespol
Terespol è una città polacca del distretto di Biała Podlaska nel voivodato di Lublino.

## Geografia fisica

### Posizione
La cittadina, che dal 1975 al 1998 ha fatto parte del voivodato di Biała Podlaska, si trova sul versante occidentale della riva del fiume Bug, che la divide dall'attigua città bielorussia di Brėst. La città ricopre una superficie di 10,11 km² e nel 2007 contava 6 002 abitanti. Da Biała Podlaska dista 40 km, da Lublino 164, da Varsavia 200, da Kovel' (UA) 142, da Grodno (BY) 306 e da Minsk 360.

### Suddivisione
Oltre al capoluogo, Terespol conta 41 frazioni:

Błotków Duży, Błotków Mały, Bohukały, Dobratycze-Kolonia, Kobylany, Koroszczyn, Koroszczyn-Kolonia, Kołpin-Ogrodniki, Kosomina, Krzyczew, Kukuryki, Kużawka, Łany, Lebiedziew, Lebiedziew-Kolonia, Lechuty Duże, Lechuty Małe, Łęgi, Łobaczew Duży, Łobaczew Mały, Majątek, Małaszewicze, Małaszewicze Duże, Małaszewicze Małe, Miasteczko, Michalków, Michalków-Kolonia, Mieszczany, Morderowicze, Murawiec, Neple, Ogródki Łobaczewskie, Podolanka, Polatycze, Rogatka, Samowicze, Starzynka, Surowo, Włóczki, Wzgórek, Zastawek e Żuki

## Storia

### La frontiera Terespol - Brěst
La cittadina, le cui prime notizie risalgono al 1697, ha un'importante e trafficata dogana stradale (e ferroviaria), condivisa con la dogana bielorussa di Brěst; e rappresenta uno dei confini dell'Unione europea. Questa linea di frontiera ha una lunga storia di eventi e vicissitudini a cavallo fra i 2 conflitti mondiali.

Nel 1919, durante la guerra sovietico-polacca (1919-1921), venne ipotizzata la creazione di una linea di confine (Linea Curzon, dall'omonimo ministro inglese) che avrebbe portato Terespol a divenire un posto di confine con la nascente URSS. Il Trattato di Riga (1921) dividerà invece l'attuale Bielorussia a metà fra le due fazioni belligeranti.
Nel 1939, con il Patto Molotov-Ribbentrop (patto di non aggressione fra l'Unione Sovietica e la Germania nazista), viene creata la "Linea Molotov" (praticamente identica alla Linea Curzon), che separa la Polonia e la Bielorussia. Tale confine metteva a diretto contatto le due contrapposte potenze, mettendo così Terespol nella posizione di città di frontiera del "III Reich", contrapposta a Brěst in Unione Sovietica.

## Infrastrutture e trasporti
Terespol si trova lungo un'importante arteria stradale, che collega Berlino a Mosca, interessata da un progetto autostradale che dovrà affiancarla e che in Bielorussia è già esistente nella tratta Brěst-Borisov.

Per via del suo "status" di città di frontiera conta un'importante stazione ferroviaria, la Stazione di Terespol per i traffici nazionali ed internazionali. Fra i treni a lunga percorrenza è notevole un espresso chiamato Sibirjak, che da Berlino raggiunge la Russia per diramarsi in varie direzioni, fra cui Novosibirsk, al centro della Siberia.